# Carcelia latistylata
Carcelia latistylata là một loài ruồi trong họ Tachinidae.